# Monte Delos
Delos ou Monte Delos era o antigo nome de uma montanha localizada na Beócia, Grécia, acima da cidade de Tegyra. É a montanha sagrada de Apolo, a quem ergueram templos em suas encostas dedicadas a Apolo.